# Tisna
Koordinaten: 38° 46′ 22,4″ N, 27° 3′ 56,1″ O

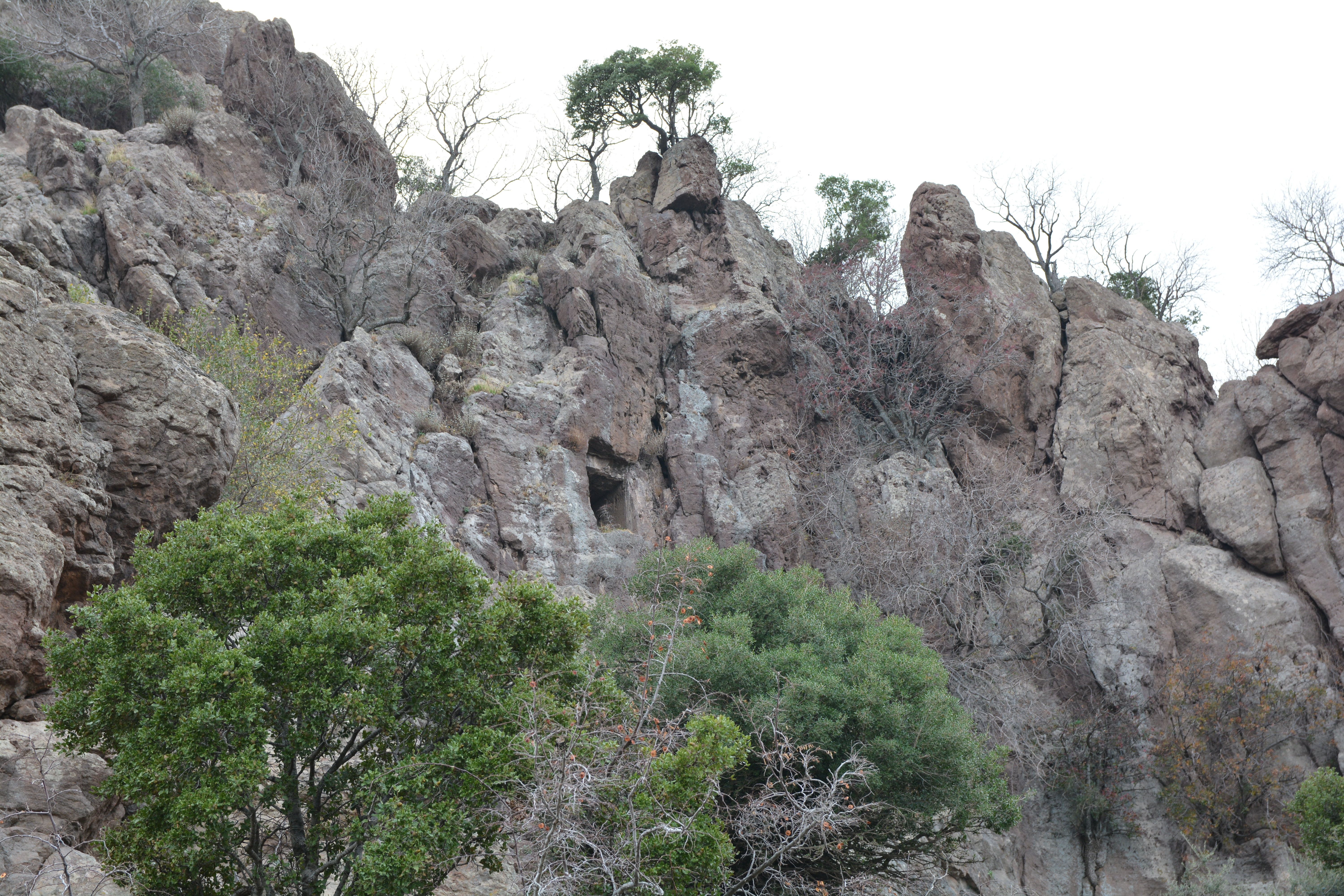
Felsgrab am Kocakale Tepe, Tisna

Tisna (griechisch Τισνα) war eine antike Stadt in der Aiolis, zwischen Myrina und Aigai gelegen.
Lokalisiert wird der Ort im Hinterland von Myrina im Tal des Flusses Tisnaios (später Titnaios, heute Koca Çay oder Güzelhisar Çay), nördlich des modernen Dorfes Uzunhansanlar, 13 km östlich von Aliağa bei den Hügeln Sarikale Tepe und Kocakale Tepe.
Über die Geschichte der Stadt ist aus den Quellen praktisch nichts bekannt. Im 4. Jahrhundert v. Chr. prägte sie Bronzemünzen mit der Legende ΤΙΣΝΑΙΟΝ. Plinius erwähnt sie im 1. Jahrhundert.
Identifiziert wurde der Ort durch Carl Schuchhardt, 1908/09 führte Alexander Conze im Rahmen der Erkundung des Umlandes von Pergamon hier erste Feldforschungen durch. Seit 2018 forscht ein Team der Adnan Menderes Üniversitesi in Aydın unter Leitung von Emre Erdal in Tisna.